# Rogstabodtjärnen
Rogstabodtjärnen är en sjö i Bergs kommun i Jämtland och ingår i Indalsälvens huvudavrinningsområde. Sjön har en area på 0,376 kvadratkilometer och ligger 345,3 meter över havet.

## Delavrinningsområde
Rogstabodtjärnen ingår i det delavrinningsområde (697307-143674) som SMHI kallar för Mynnar i Storsjön. Medelhöjden är 346 meter över havet och ytan är 11,15 kvadratkilometer. Det finns inga avrinningsområden uppströms utan avrinningsområdet är högsta punkten. Vattendraget som avvattnar avrinningsområdet har biflödesordning 2, vilket innebär att vattnet flödar genom totalt 2 vattendrag innan det når havet efter 276 kilometer. Avrinningsområdet består mestadels av skog (81 procent). Avrinningsområdet har 0,52 kvadratkilometer vattenytor vilket ger det en sjöprocent på 4,7 procent.